# Amalie Skram-prisen
Amalie Skram-prisen er en skønlitterær pris som uddeles årligt af Amalie Skram-selskapet i Bergen. Den blev første gang uddelt i 1994, da Amalie Skram-selskapet blev etableret.
Prisen uddeles på Amalie Skrams fødselsdag, 22. august, og skal ifølge traditionen gå til en kvindelig, skjønnlitterær forfatter som skriver i Amalie Skrams ånd. Den består av et rejsestipendium på 30 000 kroner (2007) og et originalt diplom lavet af billedkunstneren Ingri Egeberg. 

## Prisvindere
| År   | Modtager               |
| ---- | ---------------------- |
| 2022 | Ingvild H. Rishøi      |
| 2021 | Sumaya Jirde Ali       |
| 2020 | Brit Bildøen           |
| 2019 | Inghill Johansen       |
| 2018 | Aasne Linnestå         |
| 2017 | Marit Eikemo           |
| 2016 | Gøhril Gabrielsen      |
| 2015 | Helga Flatland         |
| 2014 | Vigdis Hjorth          |
| 2013 | Karin Fossum           |
| 2012 | Merethe Lindstrøm      |
| 2011 | Tove Nilsen            |
| 2010 | Mirjam Kristensen      |
| 2009 | Ragnhild Nilstun       |
| 2008 | Cecilie Enger          |
| 2007 | Linn Ullmann           |
| 2006 | Torunn Ystaas          |
| 2005 | Margaret Skjelbred     |
| 2004 | Toril Brekke           |
| 2003 | Merete Morken Andersen |
| 2002 | Hanne Ørstavik         |
| 2001 | Britt Karin Larsen     |
| 2000 | Eldrid Lunden          |
| 1999 | Marit Tusvik           |
| 1998 | Cecilie Løveid         |
| 1997 | Herbjørg Wassmo        |
| 1996 | Bjørg Vik              |
| 1995 | Bergljot Hobæk Haff    |
| 1994 | Liv Køltzow            |